# East York
East York – dzielnica kanadyjskiego miasta Toronto, w prowincji Ontario, w Krainie Wielkich Jezior. Populacja 112 054.
W 1998 East York wraz z innymi 5 miastami: Old Toronto, York, Etobicoke, North York i Scarborough stworzył tak zwane Megacity (City of Toronto).